# Anomala lineata
Anomala lineata är en skalbaggsart som beskrevs av Benderitter 1922. Anomala lineata ingår i släktet Anomala och familjen Rutelidae. Inga underarter finns listade i Catalogue of Life.